# Horvátüldözések Szerbiában a délszláv háború idején

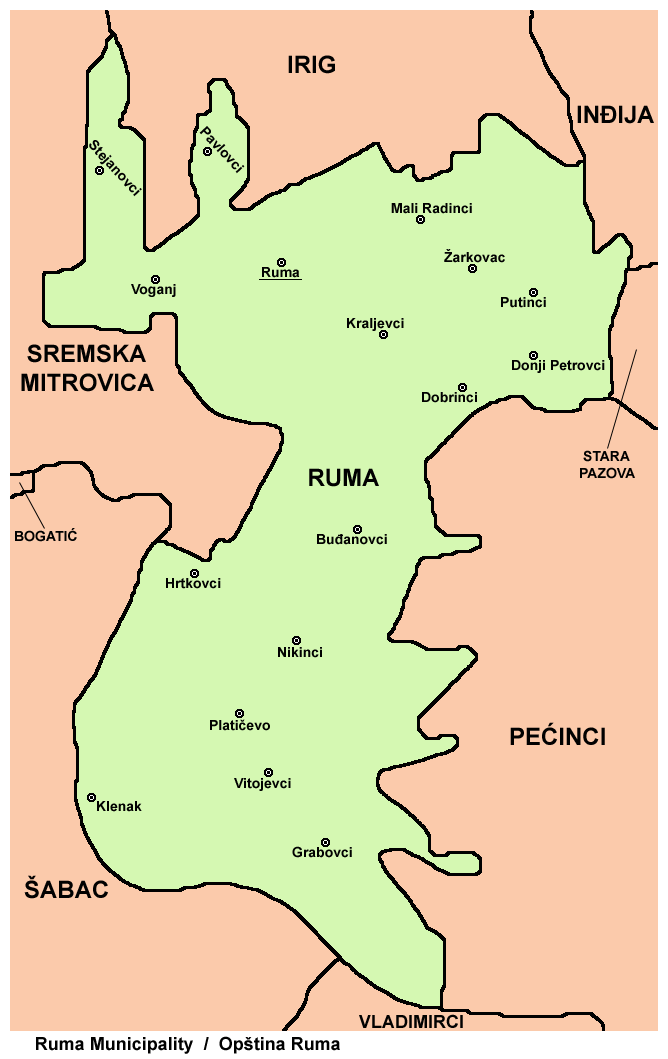
A kelet-szerémségi Árpatarló (Ruma) község térképe

A jugoszláv háborúk idején a Szerb Radikális Párt tagjai gyűlöletbeszéddel megfélemlítő és üldöző akciókat folytattak a szerbiai horvátok ellen. Ezek a cselekmények arra kényszerítették a helyi horvát lakosság egy részét, hogy 1992-ben elhagyja a területet. Legtöbbjük Horvátországba települt át. Az érintett helyek közé tartozott Herkóca, Nyékinca, Újszalánkamén, Árpatarló, Šid és más Horvátországgal határos helyek. Egyes becslések szerint 1992 három hónapja alatt politikai nyomásra mintegy 10 000 horvát hagyta el Vajdaságot és az év végéig összesen 20 000 horvát menekült el.
A civil emberi jogi szervezetek szerint az 1990-es években 20 000 és 25 000, illetve 30 000 és 50 000 közötti horvát menekült el Vajdaságból. További 6000-en hagyták el Koszovót és 5000-en Szerbiát, beleértve Belgrádot is.
Az ENSZ által támogatott volt Jugoszláviával foglalkozó Nemzetközi Törvényszék (ICTY) később a horvátok Herkócából való kiűzésének ügyében vádat emelt Vojislav Šešelj ellen, akik politikai, faji vagy vallási okok miatti üldözésért, deportálásért és erőszakos átszállításért, mint emberiesség elleni bűncselekményért tíz év börtönbüntetésre ítéltek. Így ez volt a törvényszék egyetlen ítélete, amit a Vajdaság területén zajló, a délszláv háborúval kapcsolatos események tárgyában hoztak.

## Leírás
A Vajdaság Szerbia autonóm tartománya. Az 1991-es népszámlálás szerint lakossága 2 012 517 fő volt. A szerbek a lakosság 57,2%-át, a magyarok 16,9%-át, vagyis 1 151 353, illetve 430 946 főt tettek ki. A horvátok száma 74 226, vagyis Vajdaság lakosságának 3,7%-a volt és Szerbiában összességében 105 406 főt számláltak.

### A herkócai incidens
Jugoszlávia felbomlását és a délszláv háborúk kitörését követően a szerb-horvát viszony megromlott. 1991-ben a Belgrádtól nyugatra fekvő szávaparti Herkóca etnikailag vegyes falu volt, horvát többséggel (40,2%). Vojislav Šešelj, a Szerb Radikális Párt vezetője 1992 májusában többször nyilvánosan megfenyegette a herkócai horvátokat, 1992. április 1-jén és 7-én pedig a szerb parlamentben a horvátok kiutasítását kérte Szerbiából. A radikálisok a faluban az összes latinbetűs feliratot cirillre cserélték, sőt - bár csak rövid időre - Herkócát (Hrtkovci) "Srbislavci"-ra, vagyis a „szerbek helyére” nevezték át. Šešelj személyesen is járt Herkócán 1992. május 6-án, és a szerb nacionalisták gyűlésén gyűlöletbeszédet mondott, listájáról nyilvánosan felolvasva a 17 horvát „árulót”, akiknek el kell hagyniuk a falut. Šešelj beszédében a következőket mondta:
|  | „Ebben a faluban, Hrtkovciban, ezen a helyen a szerbiai Szerémségben nincs helye a horvátoknak... Beleértve az innen, Hrtkovciból valókat is, akik bezárták házaikat és elmentek, gondolom arra számítva, hogy majd vissza fognak jönni. Egy nap visszatérnek, de a mi üzenetünk nekik: nem, nincs hova visszatérned. Szerb menekültek költöznek majd be a házaikba... Szilárd meggyőződésem, hogy ti, Hrtkovciból és más környékbeli falvakból származó szerbek, ti is tudni fogjátok, hogyan őrizhetitek meg harmóniát és egységet, hogy azonnal megszabaduljatok a falutokban és a környező falvak megmaradt horvátoktól.” |
|  | |

A fenyegetések nyomán a helyi horvátok egy része Horvátországba sietett, hogy megnézze azokat a házakat, amelyeket a tervezett lakosságcsere során felajánlottak nekik. Az érkező szerb menekültek a horvátokat „fasisztának” titulálták. Egy horvátot meg is gyilkoltak a radikálisok. Šešelj pártja még egy szlogent is készített kampányához, amely így hangzott: „Minden horváttal ki Hrtkovciból”. 1991-ben Herkócának 2684 lakosa volt, köztük 1080 horvát (40,2%), 555 szerb és montenegrói (20,7%), 515 magyar (19,2%) és 445 jugoszláv (16,6%). 1992 végén lakosainak már 75%-a szerb volt.
A Herkóca községből távozó horvátok száma 722] és 1200 között mozgott. Üres otthonaikat horvátországi és boszniai szerb menekültek kapták meg. Más helyekhez hasonlóan, néhány szerb itt is megpróbálta megvédeni horvát szomszédait. Az események után a jugoszláv hatóságok letartóztattak öt radikálist, akik felelősek voltak a horvátok zaklatásáért.

### Incidensek Szerbia más részein
Az ENSZ Emberi Jogi Bizottsága 1993-as, 49. ülésszakán közzétett jelentésében azt írta, hogy a vajdasági magyarok és horvátok „szóbeli és fizikai fenyegetésnek, valamint egyéb megfélemlítésnek voltak kitéve, beleértve a házak felgyújtását és a kulturális és vallási emlékek lerombolását”, és így miután Vajdaság elvesztette autonómiáját nagy számban hagyták el otthonaikat. Távozásuk másik oka az volt, hogy sokan nem voltak hajlandók hegyni, hogy besorozzák őket a jugoszláv hadseregbe, attól tartva, hogy a frontra küldik őket. A jelentés Herkóca mellett a horvátok fenyegetések és házaik bombázása következtében történt kivándorlását dokumentálta Kükéből és Újszalánkaménből. Béska és Golubinci falvak állítólag elvesztették teljes horvát lakosságukat. A megfélemlítés egyéb eszközei voltak a fenyegető telefonhívások és levelek. A jelentés azt állította, hogy „a rendőrség szemet hunyt néhány olyan incidens felett, amelyeket általuk ismert egyéneknek tulajdonítottak.” 1993. február 23-án a Bizottság határozatot fogadott el, amelyben kifejezte „súlyos aggodalmát” az „emberi jogok megsértése miatt” Szandzsák és Vajdaság területén, különösen a fizikai zaklatás, az emberrablások, a lakások felgyújtása, az indokolatlan házkutatások, a vagyonelkobzás és más olyan hatósági gyakorlatok tekintetében, amelyek célja az etnikai összetétel megváltoztatása a szerb lakosság javára."
1992. augusztus 29-én a BBC arról számolt be, hogy Nyékinca faluban horvát házakra dobtak bombákat. Golubinciban húsz esetet jegyeztek fel, amikor bombákat helyeztek el horvát házakban. 1994. február 7-én egy 28 éves horvát nőt otthonában öltek meg. A belgrádi székhelyű Szerbiai Humanitárius Jogi Központ 1991 és 1995 között legalább 17 vajdasági horvát meggyilkolását vagy eltűnését dokumentálta. Sok esetben egész horvát családokat raboltak el és gyilkoltak meg. 1992. április 20-án az Ana és Jozo Matijevićből, valamint kiskorú fiukból, Franjoból álló Matijević családot Küke faluból ismeretlen szerb fegyveresek rabolták el. Innen a horvátországi szerb csapatok által megszállt horvátországi Mohába vitték őket, ahol a családot meggyilkolták és a falu temetőjében temették el. 1993 júliusában egy másik kükei horvát családot, Nikola és Agica Oksomićot, valamint a 87 éves Marija Tomićot, Agica anyját, meggyilkolta két helyi szerb önkéntes, akik a horvátországi szerb erők mellett harcoltak Horvátországban.
Különböző források szerint az 1990-es években 20 000 és 25 000 közötti horvát hagyta el Vajdaságot. Egyes források akár 50 000-re is teszik ezt a számot. További 6000-en hagyták el Koszovót és 5000-en a tulajdonképpeni Szerbiát, beleértve Belgrádot is.

## Jogi felelősségrevonások
Vojislav Šešelj ellen 2003-ban vádat emelt az ENSZ volt Jugoszláviával foglalkozó nemzetközi büntetőtörvényszéke (ICTY). 2018. április 11-én a Nemzetközi Büntetőtörvényszékek Fennmaradó Mechanizmusának (IRMCT) fellebbviteli tanácsa a vádirat 1., 10. és 11. pontja alapján 10 év börtönbüntetésre ítélte deportálásra való felbujtás, politikai, faji vagy faji alapú üldözés miatt, valamint 1992. május 6-án Herkócában elmondott beszéde miatt, amelyben a horvátok kiutasítását szorgalmazta a Vajdaságból. Az ítéletet hasonló gyűlöletbeszéd-propaganda ítéletekkel hasonlították össze, mint például Radoslav Brđanin ICTY-ügye és a ruandai Nemzetközi Törvényszék Jean-Paul Akayesu-ügye, ahol úgy ítélték meg, hogy a felbujtás büntetendő, ha a beszédet későbbi bűncselekmény követi. A fellebbviteli tanács a következőket állapította meg:
|  | „... a kényszerítéssel, zaklatással és megfélemlítéssel összefüggésében szerb menekültekkel való lakáscsere útján sok nem szerb civil hagyta el Herkócát,... Ezen túlmenően, tekintettel arra, hogy az erőszakos cselekmények és a megfélemlítések nem szerb civilek ellen irányultak, különösen a horvátok esetében az egyetlen észszerű következtetés az, hogy az erőszakos kitelepítés valójában diszkriminációnak minősült, etnikai alapon diszkriminatív szándékkal hajtották végre, és a nem szerb polgári lakosság elleni széles körű vagy szisztematikus támadás részét képezte, amely más területekre is kiterjedt Horvátországban és Bosznia-Hercegovinában.” |
|  | |

## Fordítás
- Ez a szócikk részben vagy egészben  a   Persecution of Croats in Serbia during the Yugoslav Wars című angol Wikipédia-szócikk ezen változatának fordításán alapul.  Az eredeti cikk szerkesztőit annak laptörténete sorolja fel. Ez a jelzés csupán a megfogalmazás eredetét és a szerzői jogokat jelzi, nem szolgál a cikkben szereplő információk forrásmegjelöléseként.